# قلعه شکار
قلعه شکار روستایی است در شهرستان بروجرد در استان لرستان. این روستا در دهستان شیروان در بخش مرکزی این شهرستان قرار دارد.

## جمعیت
بنابر سرشماری مرکز آمار ایران، جمعیت این روستا در سال ۱۳۸۵، برابر با ۱۶۲ نفر بوده‌است که از این میان ۸۰ نفر مرد و بقیه زن بوده‌اند. قلعه شکار ۴۲ خانوار جمعیت دارد.